# كيد غافيلان
كيد غافيلان مواليد 6 يناير 1926 في بيروكال، كوبا - الوفاة 13 فبراير 2003 في ميامي، كان ملاكم كوبي سابق صنّف ضمن فئة وزن الوسط.

## إحصائيات
خاض خلال مسيرته 143 نزالا، فاز في 108 وتعادل في 5 وخسر في 30. فاز بالضربة القاضية في 28 نزالا.

## روابط خارجية
- كيد غافيلان على موقع بوكس ريك (الإنجليزية) (registration required)